# Koninginnensoep
Koninginne(n)soep (dosł. „zupa królowej”) – łagodna w smaku zupa na bulionie, zagęszczona zasmażką, z groszkiem i marchewką drobno pokrojoną w kostkę, podawana na gorąco; charakterystyczna dla kuchni holenderskiej, lecz będąca imitacją zupy (fr.) Potage á la Reine pochodzącej z XVII wieku z Francji.

## Historia
Według apokryficznych wspomnień Renée-Caroline-Victoire de Froulay (1704–1803), po mężu markizie de Créquy, pt. Souvenirs de la Marquise de Créquy z 1839 roku, zupa Potage á la Reine była podawana już w XVI wieku na dworze Walezjuszów i uwielbiała ją Małgorzata Walezjuszka. 
Najstarszy zachowany przepis na zupę Potage á la Reine pochodzi jednak dopiero z 1651 roku i został opublikowany w książce kucharskiej Le Cuisinier François. W XVII wieku do jej przyrządzania potrzebne były aż dwa buliony: drobiowy i migdałowy, oba zrobione na bazie bulionu mięsnego. Bulion migdałowy nadawał zupie kremowo-biały kolor. 
W najstarszym przepisie zupa Potage á la Reine była robiona przez połączenie, lecz bez mieszania, tych dwóch bulionów: drobiowego (gotowanego na rozdrobionych kościach uprzednio upieczonego kapłona i kuropatwy razem z pieczarkami, w którym po odcedzeniu był moczony chleb) i migdałowego (zrobionego z rozdrobnionych migdałów ugotowanych w bulionie mięsnym z bukietem ziołowym, kawałkiem cytryny i okruchami chleba, po ugotowaniu migdały należało odcedzić, a bulion doprawić do smaku). Na koniec do zupy były dodawane kawałki mięsa wcześniej upieczonego kapłona i kuropatwy, a całość była dekorowana ugotowanymi osobno kogucimi grzebieniami, pistacjami i nasionami granatu.
Już w XVII wieku na katolickim francuskim dworze królewskim ze względu na zakazy i nakazy religijne dostępny był wariant bezmięsny zupy Potage á la Reine na dni postne, do której bulion sporządzano z karpia lub szczupaka, zaś w Wielki Piątek, najbardziej rygorystyczny dzień postny w roku, podawano do stołu zupę, do której bulion przygotowywano z grzybów, zastępując nimi rybę. 
Przez wieki receptura francuskiej zupy Potage á la Reine ulegała zmianom. W przepisie z lat 80. XIX wieku, z książki kucharskiej La cuisinière de campagne et de la ville (Louis-Eustache) Audota, zupa „stała się” bulionem z rozdrobnionym mięsem drobiowym lub cielęcym, z ryżem i śmietaną, serwowanym z drobnymi grzankami z chleba. Zaś w wersji 'Margot' dodawane było do niej mleko, liść laurowy i migdały. W XIX wieku określenie à la reine wskazywało na delikatesową potrawę z białego mięsa drobiowego, często przyrządzaną razem z grzybami i grasicą.
Na początku XXI wieku Potage á la Reine została zdefiniowana jako luksusowa kremowa zupa-purée przyrządzana ze zmiksowanego białego mięsa kurczaka z dodatkiem zasmażki i ubitej śmietanki.

## Współczesność
Holendrzy błędnie sądzą, że koninginnensoep jest zupą „prawdziwie holenderską”. Pogląd ten, jak i popularność zupy, wynikają z faktu, że przez ponad 120 lat, od panowania królowej-regentki Emmy (1890) aż do abdykacji Beatrycze na rzecz syna Wilhelma Aleksandra (2013), głową Królestwa Niderlandów była królowa. 
Współczesna postać zupy, która jest znana i popularna w Holandii, ma niezbyt wiele wspólnego z siedemnastowiecznym francuskim przepisem na nią. Holenderska koninginnensoep najbardziej przypomina uproszczoną wersję francuskiej Potage á la Reine z XIX wieku. Przepis na taką wersję koninginnensoep (na drobiowym bulionie zagęszczonym zasmażką, żółtkiem z dodatkiem śmietany, i mięsem kurczaka pokrojonym w drobną kostkę) ukazał się w latach 60. XX wieku m.in. w książce kucharskiej Mii Snelders pt. Prisma kookboek: sleutel tot de kookkunst. Książka zawierała przepisy na codzienne i odświętne potrawy, zarówno przeznaczone dla osób początkujących, jak i zaawansowanych w sztuce kulinarnej. Ponadto autorka zaproponowała pasujące do potraw dodatki oraz wymieniła przy każdej potrawie jej nazwę francuską. 
Koninginnensoep jest dostępna w handlu w postaci sproszkowanej, gotowej do spożycia po wymieszaniu z wrzątkiem. Można ją także ugotować z półproduktów: gotowego bulionu drobiowego lub warzywnego, a w najprostszej postaci użyć do jej przygotowania kostki rosołowej, jednak smak i jakość zupy będzie determinowana smakiem i jakością bulionu użytego o jej sporządzenia.

### Opis
Koninginnensoep jest łagodną w smaku zupą o białym kolorze i aksamitnej konsystencji, gotowaną na bulionie z kurczaka, zagęszczoną zasmażką, ewentualnie zaprawioną żółtkiem i z dodatkiem śmietany, z pokrojonymi w kostkę kawałkami białego mięsa kurczaka, udekorowaną marchewką pokrojoną w drobną kosteczkę i zielonym groszkiem. 

### Receptura
Do ugotowania „prawdziwej” koninginnesoep zaleca się użycie bulionu zrobionego na kurze rosołowej i cielęcinie z dodatkiem cebuli, marchewki i selera, z pietruszką, tymiankiem i liściem laurowym użytymi jako bouquet garni, ale bez soli. Po przecedzeniu i odtłuszczeniu do gotowego bulionu dodaje się jedynie zmiksowane mięso z kurczaka w postaci purée (cielęciny nie dodaje się do zupy, lecz zużywa w kuchni w inny sposób). Zupę zagęszcza się białą zasmażką z mąki pszennej na maśle i doprawia do smaku solą i pieprzem. Ewentualnie przed podaniem, już bez gotowania, zupę dodatkowo zagęszcza się żółtkiem jajka i śmietaną, rozrobionymi małymi porcjami zupy, po czym podgrzewa.
Wersja wegetariańska koninginnensoep jest gotowana na bulionie warzywnym z dużą ilością zmiksowanej marchewki. Gotowa zupa ma kolor pomarańczowo-żółty.

### Podawanie
Zupę serwuje się na uprzednio ogrzanych głębokich talerzach, na dnie których zostały ułożone drobno posiekane kawałki najbielszego mięsa z kurczaka, i dekoruje (osobno) ugotowanym drobnym zielonym groszkiem i marchewką pokrojoną w drobną kostkę, co stanowi niejako nawiązanie do zielonych orzeszków pistacjowych i czerwonych nasion granatu, którymi ozdabiano Potage á la Reine w XVII wieku we Francji.